# Call of Duty: WWII
Call of Duty: WWII (abreviação de World War II) é um jogo eletrônico de tiro em primeira pessoa produzido pela Sledgehammer Games e distribuído pela Activision, lançado mundialmente em 3 de novembro de 2017 para PlayStation 4, Xbox One e Microsoft Windows (PC).
O jogo foi anunciado em 21 de abril de 2017 com um trailer de revelação completo em 26 de abril de 2017. É a décima quarta parcela principal da série Call of Duty e o primeiro título da série a ser ambientado na Segunda Guerra Mundial desde Call of Duty: World at War de 2008.
A campanha do jogo retorna as origens da franquia utilizando novas tecnologias. O enredo se passa na Frente Ocidental da Segunda Guerra Mundial e gira em torno de Ronald "Red" Daniels, que pertence a um esquadrão da 1ª Divisão de Infantaria dos Estados Unidos após suas batalhas nos eventos históricos da Operação Overlord (Dia D), Batalha da Normandia, Liberação de Paris, Batalha de Aachen, Batalha do Bulge, bem como a a marcha dos aliados para o Rio Reno no interior da Alemanha. O jogador controla Daniels que tem companheiros de esquadrão que podem fornecer munição extra, saúde ou granadas, bem como uma granada direcionada e localização de alvos; nenhum deles é reabastecido automaticamente na campanha. O modo multijogador apresenta locais no mapa não vistos na campanha. O modo também apresenta o novo sistema de Divisões, substituindo o sistema de criação de classe usado pelos jogos anteriores da série. Um hub social, denominado "Sede", também foi implementado no jogo, permitindo que os jogadores interajam entre si.
A Sledgehammer Games estava interessada em trazer a série de volta as suas origens na Segunda Guerra Mundial após desenvolver seu título anterior, Call of Duty: Advanced Warfare (2014), que apresentava movimentos avançados e tecnologia de guerra futurista. O chefe do estúdio, Michael Condrey, afirmou que não tinha certeza se um jogo da Segunda Guerra Mundial seria adequado após a criação de um título futurista como Advanced Warfare, mas os desenvolvedores finalmente decidiram criar um jogo nesse período. Eles também optaram por incluir atrocidades de campos de concentração de prisioneiros no modo campanha, para recriar as  histórias verídicas daquele período.
Após o lançamento, o jogo recebeu críticas geralmente positivas dos críticos. Elogios foram dados à sua história, às mudanças no combate, aos modos multijogador, a experiência sonora e os visuais. No entanto, foi criticado pela falta de inovação do single-player e pela semelhança com jogos anteriores ambientados na mesma época. O jogo foi um sucesso comercial, gerando US$ 500 milhões em receitas apenas três dias após seu lançamento. Tornou-se o jogo de console de maior bilheteria de 2017 na América do Norte e gerou mais de US$ 1 bilhão em receita mundial até o final do ano.

## Jogabilidade

### Campanha
WWII é o primeiro título desde o jogo original a não apresentar regeneração de saúde na campanha. Em vez disso, os jogadores devem encontrar pacotes de saúde espalhados pelos níveis ou contar com seu companheiro de equipe para fornecer pacotes de saúde. Outros membros do esquadrão do jogador podem fornecer munição, granadas, convocar ataques de morteiro ou localizar inimigos e revelar sua posição na forma de silhuetas. Em certas seções do jogo, os soldados inimigos na campanha podem ser capturados e os aliados feridos podem ser arrastados para cobertura. Em algumas partes da campanha, os jogadores podem controlar veículos e tanques.

### Multijogador
O modo multijogador de Call of Duty: WWII foi revelado na E3 2017, que aconteceu de 13 a 15 de junho. A Sledgehammer Games anunciou recursos como o novo espaço social da sede, divisões, modo War e o retorno à jogabilidade "pé no chão". Os jogadores que encomendaram o jogo foram convidados para um beta fechado, que foi lançado inicialmente para o PlayStation 4, e posteriormente lançado em outras plataformas.
Em partidas multijogador online, os jogadores são designados aleatoriamente para o lado dos Aliados ou do Eixo. No que diz respeito a jogar como este último, Glen Schofield, cofundador e co-chefe de estúdio da Sledgehammer, disse: "Também fazemos uma distinção entre as SS e o exército regular alemão", esclarecendo "A grande distinção que os alemães ainda fazem hoje é isso entre os militares alemães e os nazistas. Nós nos certificamos de fazer essa distinção no jogo, de que os alemães estavam cumprindo seu dever". Jörg Friedrich, um dos desenvolvedores de Through the Darkest of Times, criticou esta escolha por promulgar o "mito da Wehrmacht limpa", uma falsa afirmação revisionista de que as forças regulares da Wehrmacht, ao contrário da Waffen-SS, eram não envolvida em crimes de guerra ou culpada pelo Holocausto. Outros críticos argumentaram que a distinção entre os soldados da Wehrmacht e o partido nazista não é significativa quando as ações dos primeiros ajudaram a promover as atividades genocidas do último. Eles também argumentam que brincar com essas facções gradualmente entorpece a reação do público e normaliza um grupo que de outra forma seria abominável.
Em vez do sistema usual de criação de classe, WWII apresenta Divisões. Os jogadores podem escolher uma entre cinco (mais tarde oito) divisões, cada uma com seu próprio treinamento básico de combate, treinamento de divisão e habilidades com armas. Os jogadores precisam progredir nas classificações nas divisões para usar vantagens adicionais, além de um sistema global de vantagens chamado Treinamento Básico. As divisões apresentadas no jogo são:
Infantaria: A divisão mais versátil do jogo, está equipada para combates de médio e longo alcance. A habilidade especial desta divisão é o ataque de baioneta, que pode levar a combates corpo a corpo brutais.
Aerotransportada: Esta divisão faz com que os jogadores se movam rapidamente enquanto permanecem quietos. Os jogadores nesta divisão podem anexar supressores a submetralhadoras a qualquer momento durante o combate, o que permite um estilo de jogo mais furtivo.
Blindada: Esta divisão tem o poder de fogo mais pesado, sendo capaz de montar metralhadoras leves enquanto sofre menos fogo e danos explosivos.
Montanha: Esta divisão se concentra no combate de longo alcance, tornando os rifles de precisão mais precisos com assistência de mira e melhorando a mira através do alcance, bloqueando os arredores da visão do jogador.
Expedicionário: As espingardas usadas pelos jogadores nesta divisão possuem cartuchos incendiários que queimam os inimigos até a morte. Esta divisão também pode reabastecer suas granadas letais e táticas matando inimigos.
Resistência: Adicionada em janeiro de 2018 como parte de uma atualização, esta divisão permite que os jogadores usem faca tática em combinação com sua pistola, concentrando-se em combates furtivos de curta distância. Esta divisão também pode detectar inimigos próximos, bem como embaralhar seu radar nas proximidades.
Cavalaria: Adicionada em junho de 2018 como parte de uma atualização, esta divisão carrega um escudo antimotim especializado, que fornece maior capacidade defensiva em tiroteios. A divisão de Cavalaria também pode atacar os inimigos com o escudo e também melhorou as habilidades objetivas.
Comando: Adicionado em agosto de 2018 como parte de uma atualização. Esta divisão permite aos jogadores colocar um sinalizador no mapa que, após uma morte, reaparece o jogador no local do sinalizador através de um pára-quedas. O sinalizador substitui todos os equipamentos táticos. Também permite outras vantagens que focam principalmente na regeneração da saúde.
Em 6 de abril, a Sledgehammer Games anunciou uma revisão no sistema de Divisões, que inclui mudanças massivas no meta do sistema: Habilidades de armas específicas da Divisão são selecionáveis como anexos para as classes de armas correspondentes, em vez de serem vinculadas às Divisões (com bipés LMG e habilidades de atirador de elite disponíveis por padrão), e vários treinamentos de Divisão foram trocados/ajustados para melhor promover seu estilo de jogo recomendado, sem impor limitação de personalização aos jogadores. Outras mudanças globais incluem permitir supressores em pistolas, uso de lançadores de foguetes sem a necessidade do treinamento básico lançado e corrida infinita.
WWII também apresenta o modo Quartel-General, que funciona como um espaço social no jogo. O centro está situado na Praia de Omaha, na Normandia, três dias após a invasão, quando os Aliados retomam a praia e a transformam em base. 48 jogadores podem estar na Sede ao mesmo tempo e participar de diversas atividades. Por exemplo, os jogadores podem assistir outros jogadores abrindo caixas de saque enquanto estão na Sede. Há um campo de tiro no centro, onde todos os jogadores podem praticar suas habilidades de tiro com todas as armas, bem como um campo onde podem testar pontuações. Existem também áreas onde os jogadores podem participar de lutas "1x1", enquanto outros jogadores assistem aos duelos.
O destaque "killcam" do final do jogo mostrado no final das partidas multijogador foi alterado para "Bronze Star", que mostra as mortes "consideradas mais impressionantes" (contadas pela maioria dos pontos ganhos consecutivos). A exceção a isso é o modo de jogo Search & Destroy, que não usa killcam Bronze Star. Search & Destroy usa uma câmera de morte final, mostrando a última morte da rodada.
Um novo modo de jogo, War, é apresentado como um modo de jogo multijogador "orientado pela narrativa", desenvolvido em parceria com a Raven Software. No modo War, duas equipes de 6 jogadores realizam objetivos como facção Aliada ou do Eixo, inspiradas em algumas das batalhas icônicas da Segunda Guerra Mundial, como invadir a Normandia no Dia D como os Aliados ou defender os bunkers da Normandia como o Eixo no mapa "Operação Netuno". Além de War, modos de jogo populares como Team Deathmatch, Domination e Hardpoint retornam, bem como Gridiron, uma variação de "botas no chão" do Uplink, que foi originalmente introduzida pela Sledgehammer Games em Call of Duty: Advanced Warfare. Vários modos favoritos dos fãs, bem como novos modos, são introduzidos em eventos de tempo limitado ao longo da temporada, como Demolition ou Infected.

### Nazi Zombies
O jogo inclui um novo modo cooperativo de zumbis, similar aos anteriores feitos pela Treyarch e Infinity Ward, com sua storyline original. O modo ocorre durante os eventos da Segunda Guerra Mundial, enquanto o Terceiro Reich faz uma tentativa desesperada de criar um exército de mortos-vivos nos estágios finais da guerra. O Call of Duty: WWII Nazi Zombies é um modo cooperativo original e aterrador que apresenta uma nova e assustadora história aos fãs do modo Zombies do Call of Duty. Nada é o que parece nesta história de zombies onde se desenrola uma trama sombria e sinistra com o objetivo de libertar um exército de mortos invencível.
No que diz respeito à jogabilidade, Nazi Zombies mantém a fórmula de sobrevivência baseada em ondas que tem sido usada em todas as entradas anteriores de Zombies, com novas adições. Um sistema de classes é introduzido, onde os jogadores podem optar por um dos quatro papéis de combate: Ataque, Controle, Medic e Suporte, que fornecem diferentes habilidades no jogo. Carregamentos de classes também estão incluídos, com Raven Mods equipáveis, que são vantagens semelhantes ao modo multiplayer. A Sledgehammer Games também tentou racionalizar algumas das mecânicas populares, como wallbuys e moedas, com uma explicação realista que se encaixava na tradição do modo de jogo. Os zumbis nazistas incluem um sistema de dicas, onde partes da missão principal da história recebem dicas direcionais para os jogadores encontrarem e progredirem. Em relação à busca da história, o diretor de criação da Sledgehammer, Cameron Dayton, revela que há um "caminho casual" para jogadores novos e casuais, onde eles podem progredir com a história, enquanto um caminho "hardcore", considerado o cânone oficial, existe objetivos ocultos, e expande mais a história além do que o caminho casual contém.

## Sinopse
Um breve monólogo inicial resume os eventos que levaram a Segunda Guerra Mundial na Europa. No início, notas destacando o início da guerra em 1º de setembro de 1939 e; "mais de 50 países tomam parte e 65 milhões são mortos", "é o conflito mais mortal da história da humanidade". Um narrador descreve a ferocidade da máquina de guerra nazista enquanto cenas com o motor do jogo retratam a Invasão da Polônia pela Alemanha Nazista, seguida pela França, e logo após, a Blitz que aterrorizou Londres com grupos de Heinkel He 111 despejando toneladas de bombas sobre a curva do Rio Tâmisa. Depois o jogo corta para a convocação de Ronald "Red" Daniels e inúmeros outros cidadãos para a guerra. Logo, Daniels está em uma embarcação se dirigindo para as praias da Normandia como parte do Dia D. Isso é seguido por um real discurso/oração do presidente dos Estados Unidos Franklin D. Roosevelt dias antes da invasão. Cenas do jogo se intercalam com discurso de FDR, com Daniels sendo puxado de uma explosão por seu amigo Robert Zussman, terminando com a logo do jogo sendo apresentada.

### Enredo
Em 6 de junho de 1944, o soldado de primeira classe do Exército dos Estados Unidos Ronald "Red" Daniels (Brett Zimmerman), da 1ª Divisão de Infantaria,  está com seu pelotão em um navio de tropas se dirigindo para a costa da Normandia, França. Ele está constantemente escrevendo em um diário para o seu irmão mais velho Paul Thomas Daniels (Chris Browning). Daniels está no navio, acompanhado pelo seu melhor amigo do treino básico PFC Robert Zussman (Jonathan Tucker), Frank Aiello (Jeff Schine) e Drew "College" Stiles (Kevin Coubal); e posteriormente com o abrasivo e linha dura Sargento Técnico William Pierson (Josh Duhamel). No convés, eles assistem o discurso de seu oficial comandante Coronel Davis (Matt Riedy) antes de descerem do navio e embarcarem em um barco Higgins (LCVP) para a Praia de Omaha. O pelotão é comandado pelo altruísta e respeitado Primeiro Tenente Joseph Turner (Jeffrey Pierce). No barco, Turner instrui os soldados a não se amontoar na praia e avançarem constantemente para penetrar nas defesas alemãs, antes de se declarar orgulhoso em liderar seus homens. No canal, a caminho da costa, em um momento de distração, os alemães abrem fogo e matam o artilheiro da traseira do barco, que começa a sofrer com rajadas de morteiros e artilharia – Turner ordena que todos se abaixem. Ao chegarem na zona de arrebentação, outra embarcação destruída anteriormente colide com a embarcação de Daniels, o deixando desorientado no chão. Logo, muitos soldados na frente dele são aniquilados por fogo de metralhadoras ao abaixar a rampa. Pierson, Zussman e Turner conseguem escapar pela lateral – Daniels faz o mesmo, pulando na água. Ele é puxado da água por Turner que o ordena a seguir para a praia. Turner instrui Daniels a recuperar os torpedos Bangalore que era de responsabilidade de um soldado agora morto em ação e mutilado. Daniels obtém os torpedos e cruza a praia em meio ao caos e carnificina sob fogo de metralhadoras, morteiros e artilharia, e consegue chegar ao quebra-mar bloqueado por arames farpados. Ele se encontra com seu amigo Zussman que fornece cobertura enquanto Daniels em choque conecta o pavio do torpedo, explodindo os arames e abrindo um caminho para os bunkers inimigos. Os soldados americanos finalmente começam a atacar os alemães na base das falésias, limpando trincheiras e pontos de morteiros. Pierson marca a posição em uma das saídas da praia para um bombardeio aliado em posições de metralhadoras alemãs na subida entre as escarpas. O esquadrão de Daniels então sobe a estrada e avança em direção as falésias para limpar os bunkers que ainda disparam na praia. Durante a luta pelas casamatas, Daniels entra combate corpo a corpo com um alemão e é salvo por Zussman, mas este é esfaqueado no estômago. O soldado inimigo novamente ataca Daniels, que consegue domina-lo e o mata. Zussman está impossibilitado de andar e está perdendo sangue. Ele é arrastado por Daniels até um posto médico enquanto os dois tentam repelir os alemães na área. Ao chegar no posto de feridos, Daniels grita por um médico enquanto aplica morfina no amigo. Um médico chega e cuida de Zussman. O tenente Turner precisa de Daniels e do pelotão para limpar uma fazenda próxima que abriga um canhão que ainda está disparando projéteis na praia. Daniels e seu pelotão consegue limpar a fazenda e repelir um contra-ataque inimigo com a ajuda de reforços de tanques M4 Sherman. Daniels destrói o canhão usando termita e volta ao posto médico para avaliar o estado de seu amigo. Zussman sobrevive e agradece Daniels promovendo uma amizade até o fim. Turner chega e ordena que o pelotão pare suas ações e descanse. Pierson dá a Daniels uma recepção fria e acalorada a Divisão, enquanto Turner procura acalmar seu estado de choque.
Nos dias 25 e 26 de julho, o pelotão acompanha o 745º Batalhão de Tanques como parte da Operação Cobra, para liberar a região da Normandia próxima a Saint-Lô, libertando a cidade de Marigny; Zussman se recupera e volta ao pelotão, apesar das exigências de Pierson de que ele não está preparado para o combate. O pelotão segue pelas estradas e sebes em uma coluna de tanques Sherman. O esquadrão então discute sobre o rebaixamento de Pierson. Daniels descobre que Pierson foi rebaixado após liderar de forma imprudente seus homens à morte durante a Batalha do Passo Kasserine na Campanha do Norte da África. Logo, o comboio é atacado por Stukas, perdendo um dos tanques. Durante a batalha no caminho para Marigny, as forças americanas e os blindados quebram as linhas inimigas e as sebes bem defendidas com o auxílio dos Shermans equipados com cortadores de cercas vivas. Daniels usa uma arma Flak inimiga para destruir os bombardeios de mergulho Stukas que estavam causando baixas entre os tanques. Após várias escaramuças, o coronel Davis chega e ordena que o time resgate a companhia Charlie que está sendo cercada a poucas milhas de Marigny. Turner tem poucos homens e envia Daniels, Zussman e Pierson para dirigirem jipes por quilômetros de cercas vivas para ajudar a companhia cercada. Eles são bem sucedidos e Pierson ordena um ataque a Marigny no amanhecer do dia seguinte. A noite enquanto descansava com seu amigo Zussman, Daniels tem um sonho com seu irmão Paul. Em um flashback de sua adolescência em 1938 em Longview, Daniels e seu irmão mais velho Paul estavam caçando um lobo selvagem que estava atacando os seus rebanhos. O lobo ataca Paul, que apela para seu irmão mais novo "dar um tiro" no animal. O pequeno Daniels armado com uma espingarda não consegue atirar no lobo por conta do medo. Paul finalmente mata o lobo com uma faca após ser gravemente ferido por este. Ele recompõe Daniels e diz que "é normal sentir medo", e o chama de volta para casa. Daniels conta seu sonho a Zussman, que ainda pretende mostrar a Pierson que está pronto para o combate, apesar dos conselhos de Daniels de que ele não precisa provar nada.
Na manhã seguinte, uma vez dentro de Marigny, o pelotão de Daniels luta por uma igreja e a limpa dos alemães. Daniels, Pierson e outros fornecem fogo de atirador do topo da igreja para a equipe de Zussman que está desativando armas anti-aéreas na cidade. Logo, eles são descobertos e a igreja é bombardeada, desmoronando e matando muitos homens do pelotão. Pierson consegue puxar Daniels pela porta da igreja no último segundo antes da estrutura desabar por completo. Eles seguram a posição até a chegada de Turner, que os parabeniza pelo trabalho bem feito – embora quando Turner se retira da área, Pierson analise friamente as ações do esquadrão, afirmando que "pegou leve demais com eles".
Em 20 de agosto perto de Falaise, o pelotão recebe ordens do Coronel Davis (Matt Riefy) para conduzir uma operação especial com os oficiais executivos de Operações Especiais britânicos (SOE) Arthur Crowley (David Alpay) e Vivian Harris (Helen Sadler) para interceptar e destruir um trem blindado alemão que transportava foguetes V-2 perto de Argentan. A equipe consegue parar o trem causando um grande acidente que quase os matam. Eles se encontram com um membro da resistência francesa Camille "Rousseau" Denis (Bella Dayne).
Em 25 de agosto, o pelotão de Daniels fica sabendo que os cidadãos e a resistência em Paris estão organizando um levante contra a ocupação alemã. O plano é se infiltrar em uma guarnição alemã. Rousseau, da resistência francesa se disfarçaria de uma mulher alemã para passar pelos inúmeros guardas, e Crowley do SOE se disfarçaria de oficial alemão. Durante a missão, Rousseau assassina o oficial da Gestapo responsável pela morte de sua família – Heinrich (J. Paul Boehmer) quando este discerne a verdadeira identidade dela. Após isso, ela troca de mala com outro homem disfarçado e Rousseau obtém os explosivos que ela planta nos portões da guarnição. O pelotão de Daniels, que servia como ponta de lança, finalmente inicia o ataque junto aos cidadãos da França Livre, e atacam os alemães, que após muitos combates, se rendem. Fogos de artifícios sinalizam que as forças aliadas de Charles de Gaulle estão entrando na cidade. Paris é finalmente libertada.
Mesmo com a libertação da França, a guerra para o pelotão de Daniels ainda estava longe de acabar. A 1ª Divisão avança para além da França em direção ao Rio Reno, que é o principal alvo dos Aliados ocidentais. Em 18 de outubro, o pelotão já está em solo alemão rumo a Linha Siegfried, engajados na Batalha de Aachen. Eles novamente são apoiados pelo comandante do tanque, sargento Augustine Pérez (Christian Lanz) do 745º Batalhão de Tanques. O pelotão de Daniels está sob forte fogo inimigo no teatro da cidade. Pérez é encarregado de apoiar o pelotão no teatro. Ao seguirem para o teatro, os tanques Sherman enfrentam vários tanques inimigos, incluindo um King Tiger, um dos quais desativam e matam o amigo de Pérez, Rabson. Pérez e seu pelotão chegam no teatro para ajudar pelotão de Daniels e são bem sucedidos. O esquadrão avança, enfrentando os alemães nas ruínas urbanas de Aachen. Durante os combates pela cidade, eles libertam um hotel e descobrem civis abrigados no porão. Turner ordena a evacuação dos civis, apesar das objeções de Pierson de que isso os tornariam um alvo para os alemães. Depois que Daniels volta do porão do hotel resgatando uma criança chamada Anna (Lilith Max), os soldados alemães abrem fogo contra o caminhão que iria transportar os civis, matando a irmã mais velha de Anna, Erica. Pierson, percebendo a gravidade da situação, manda o caminhão embora sem proteção, dizendo a Turner que eles não podem fazer mais nada para proteger os civis.
Em 14 de novembro, o pelotão recebe ordem de capturar a Colina 493 durante a longa Batalha da Floresta de Hürtgen. Pierson e Zussman têm a tarefa de avançar em direção à colina, enquanto Daniels e Turner os cobrem até que se encontrem do outro lado. No entanto, o esquadrão de Turner descobre que Pierson ordenou um ataque antecipado à colina, forçando-os a participar. No topo da colina, ocorre uma discussão verbal e física entre Pierson e Turner – onde Pierson diz que a prioridade era cumprir as ordens e o objetivo enquanto Turner protesta com um soco dizendo que a prioridade é a segurança e a capacidade do pelotão, argumentando que a segurança dos homens é fundamental. O pelotão então avança para as trincheiras fortificadas na colina e destrói posições de artilharia, mas são atacados por um King Tiger. Daniels é ferido no processo de destruição do tanque – Perez atinge o tanque com um projétil mas acaba tendo seu Sherman inutilizado pelo disparo do Tiger. Turner elimina os alemães sobreviventes, mas é ferido pelo comandante do Tiger que logo é morto por Daniels. Daniels arrasta Turner para um lugar seguro, que mesmo ferido, se oferece para segurar os numerosos alemães atacantes para cobrir a retirada do pelotão. Apesar dos protestos de Daniels, Pierson ordena que o pelotão recue e Turner fica para trás segurando os alemães até ser executado, morrendo em seguida. Na sequência, Pierson torna-se comandante do esquadrão, promovendo Daniels a cabo.
Durante a Batalha do Bulge, o pelotão está entrincheirado na Floresta das Ardenas sob temperaturas extremamente baixas. Eles logo são cercados pelos alemães na floresta. O engenheiro de combate afro-americano Howard (Russell Richardson) ajuda o pelotão a entrar em contato com o apoio aéreo. Mais tarde após a batalha, Daniels consegue obter informações de um prisioneiro de guerra alemão ao espanca-lo, revelando informações valiosas das ações dos  alemães na ponte de Remagen que atravessa o Reno. Eles planejam destruir a ponte caso os aliados se aproximem demais de suas fronteiras. Ainda na Batalha das Ardenas, depois de destruir os explosivos em trânsito, o pelotão ataca uma base aérea próxima para destruir os explosivos restantes. O ataque falha e Zussman é capturado pelos alemães. Daniels desobedece Pierson e tenta perseguir o caminhão que transportava Zussman, mas é ferido e falha, com Pierson quase disparando contra ele por deserção, acabando por despacha-lo do seu pelotão.
Zussman é enviado para um ponto de transporte de prisioneiros em um vagão, onde um comandante nazista separa os soldados judeus para transporta-los para campos de extermínio como parte da "Solução Final". Sendo um judeu, Zussman se livra de sua plaqueta de identificação. Mesmo assim, ele é enviado para um campo de prisioneiros para trabalho forçado. Daniels recebe uma Estrela de Bronze por descobrir a inteligência alemã da ponte sobre o Rio Reno, tendo a opção de voltar para casa, para sua esposa grávida. Daniels tem uma imaginação de como seria sua vida ao voltar para casa; que incluía se reencontrar com sua esposa grávida e seu irmão mais velho Paul, e contemplar seu filho recém nascido. No entanto, Daniels se recusa a voltar para casa, ainda desejando resgatar seu melhor amigo Zussman. Ao confrontar Pierson, ele descobre que Pierson, enquanto tenente, foi realmente rebaixado após a Batalha de Kasserine por desobedecer às ordens de retirada em uma tentativa fracassada de salvar parte de seu pelotão. Pierson permite que Daniels volte ao esquadrão.
Em 7 de março de 1945, o pelotão avança para a última ponte sobre o Reno em Remagen, que os alemães planejam destruir. Após a captura da ponte intacta sobre o Reno, eles cruzam o rio e seguem para o interior da Alemanha. Em um pequeno monólogo, é mostrado que Daniels realmente testemunhou em primeira mão as atrocidades do Holocausto durante o seu avanço pela Alemanha. O esquadrão então parte a procura de Zussman, chegando finalmente ao campo de concentração de prisioneiros de Berga, que o encontram abandonado e com alguns corpos, mostrando que os alemães executaram alguns prisioneiros que viviam em condições sub-humanas antes de se retirarem; Pierson encontra uma trilha que indica uma marcha, e garante a Daniels que ele pode não encontrar Zussman vivo. Na verdade, os prisioneiros sobreviventes do campo foram enviados em uma marcha da morte pelo comandante do campo. Um flashback de Daniels e seu irmão mais velho Paul, é novamente  mostrado. É revelado que Paul realmente morreu de seus ferimentos após ser atacado pelo lobo, e que Daniels levou a culpa consigo por toda a vida.
Daniels corre pela floresta a procura de Zussman com as vozes de seu irmão na cabeça. Ele encontra a marcha e percebe que o comandante alemão está executado os prisioneiros, e no momento em que ele ia executar Zussman, a voz de seu irmão novamente clama por "um tiro" e Daniels desta vez atira e mata o comandante alemão, salvando Zussman. O esquadrão encontra Zussman totalmente abatido e desnutrido, com todos eles, incluindo Pierson, o levantando de volta para fora da floresta.
Com o fim da guerra na Europa e a Rendição do Japão, Daniels se despede de Zussman e deixa seu pelotão para retornar ao Texas, reunindo-se com sua esposa e filho recém-nascido. Ele visita o túmulo de seu irmão mais velho, Paul, e coloca sua medalha de Estrela de Bronze em sua lápide.

## Lançamento
Todas as pré-vendas incluem acesso à beta privada, a qual estará disponível primeira no PS4. O jogo vem com 3 edições: Edição Base - digital ou física, Edição Digital Deluxe - Passe de Temporada e mais, Edição Pro - Passe de Temporada, SteelBook Colecionável, e mais. A Edição Pro é exclusiva apenas na GameStop. Qualquer pré-venda do jogo na GameStop incluirá também um chapéu de edição limitada por tempo limitado.
Call of Duty: WWII foi bem recebido pela crítica e pelos fãs. O modo campanha foi elogiado por sua história, mas o jogo como um todo foi criticado por insistir na mesma fórmula dos outros títulos da franquia.
Comercialmente, vendeu mais US$ 500 milhões de dólares nos primeiros três dias de lançamento. Ao final de 2017, Call of Duty: WWII tinha 20,7 milhões de jogadores ativos no PC, XBOX e Playstation 4 e rendeu quase um bilhão de dólares para a Activision.